# Androsiphonia adenostegia
Androsiphonia  es un género monotípico de plantas con flores perteneciente a la familia Passifloraceae. Su única especie, Androsiphonia adenostegia, es originaria de África Occidental.

## Descripción
Es un arbusto o árbol pequeño, que alcanza un tamaño de 12 metros de altura; las  flores son de color grisáceo-verde; las frutas de color naranja cuando están maduras.

## Taxonomía
Androsiphonia adenostegia fue descrita por Otto Stapf y publicado en Journal of the Linnean Society, Botany 37: 101. 1905.
Sinonimia
- Paropsia adenostegia (Stapf) Engl.[3]